# رود فیدر
رود فیدر رودی است به رود ساکرامنتو می‌ریزد.